# My City of Ruins
My City of Ruins è una canzone di Bruce Springsteen, inclusa nel 2002 nel suo album The Rising.

## Storia
La canzone fu scritta da Springsteen nel novembre del 2000, volto a promuovere la rivitalizzazione di Asbury Park, una città del New Jersey che non si è più ripresa dai nefasti effetti della Grande depressione. Infatti inizialmente la canzone descrive lo stato di completo abbandono della città. Finisce con una nota ottimistica, un'implorazione alla città di riprendersi (Come on rise up! Come on rise up! Rise up).
Fu eseguita la prima volta il 17 dicembre 2000, alla Asbury Park Convention Hall.

## L'11 settembre
La canzone ha assunto ben presto un nuovo significato dopo l'11 settembre, offrendo un messaggio di speranza e di rinascita dalle rovine. Il 21 settembre Springsteen eseguì la canzone durante il concerto benefico per gli attentati America: A Tribute to Heroes; durante l'esecuzione modificò alcune frasi.
In seguito, la canzone fu inserita nell'album The Rising, dedicato agli avvenimenti dell'11 settembre, nel luglio del 2002.

## Altre esecuzioni dal vivo
- La canzone fu eseguita più volte ad Asbury Park durante gli anni seguenti
- Springsteen la inserisce tra le canzoni del The Rising Tour.
- Viene inclusa anche nel video concerto del Live in Barcelona
- Durante il Working on a Dream Tour a Roma, il 19 luglio 2009, Springsteen dedicò la canzone alle vittime del terremoto dell'Aquila, avvenuto il 6 aprile dello stesso anno.
- Dopo il Terremoto del Centro Italia del 2016, durante il suo concerto al MetLife Stadium di Rutherford, nel New Jersey, Springsteen dedica la canzone alle vittime del sisma, su richiesta di un fan italiano.

## Cover
Eddie Vedder ha eseguito la canzone ai 32esimi annuali Kennedy Center Honors come parte del tributo a Bruce Springsteen. Nel gennaio 2010 pearljam.com ha annunciato che la cover di Eddie Vedder sarebbe stata disponibile su iTunes per raccogliere fondi per aiutare la popolazione di Haiti dopo il disastroso terremoto del 2010.